# Snus
Snus je skandinavski izraz za vrsto tobaka, namenjenega oralni uporabi, ki ga predelujejo na Švedskem in Norveškem. V Sloveniji se mu v žargonu reče fuge.

## Oblike
Snus je na voljo v dveh oblikah. Prvotno so ga prodajali v škatlicah v raztreseni obliki, kasneje pa so zaradi lažje uporabe začeli tobak pakirati v priročne vrečke. Snus se namreč uživa tako, da se ga natlači pod zgornjo ustnico, od koder nikotin preide preko sluznice v kri. Danes je snus pakiran v plastične škatlice različnih velikosti. Raztreseni snus (Lössnus) je največkrat pakiran v škatlice po 50 g, tako imenovani Portionssnus (pakiran v vrečke) pa v škatlice, v katerih je 24 vrečk po 1 gram.

## Sestavine in predelava
Snus je sestavljen iz mletega tobaka, vode, soli in ojačevalcev arome. V preteklosti so uporabljali domači tobak, ki je bil sušen na soncu, danes pa se za predelavo uporablja pretežno ameriški tobak, ki ima večjo vsebnost nikotina. Tudi sicer je v snusu več nikotina kot v cigaretih.
Med ljudmi je še vedno prisotno prepričanje, da je snusu dodano drobljeno steklo, ki rani dlesni, da bi nikotin lažje prešel v kri, kar seveda ne drži. Za mikroskopske zarezice poskrbi sol, ki na principu ozmoze poskrbi tudi za vsrkanje vode in nikotina v telo.

## Prodaja in zdravstvene dileme
Snus je v državah EU od leta 1992 prepovedan, izjema je le Švedska, ki se je prepovedi prodaje uprla in dosegla izključitev iz zakona.
Pojavlja se dilema ali je snus res kancerogen. Nikjer namreč ni dokazano, da uporaba tovrstnih tobačnih izdelkov povzroča raka. Zagovorniki snusa nasprotno trdijo, da je na Švedskem zaradi uporabe snusa veliko manjše število obolelih za pljučnim rakom. Še vedno pa velja splošno prepričanje, da snus povzroča raka na ustni sluznici in grlu.
Snus je zaradi dejstva, da ne vpliva na dihala, vsebuje pa nikotin, ki deluje poživljajoče, izjemno priljubljen pri športnikih.